# Tyst som en fjäder
Tyst som en fjäder är en svensk kortfilm från 2000 i regi av Jorge Argento. I rollerna ses Gunilla Röör, Lennart Svensson och Karin Bertling.

## Handling
Helena återvänder tillfälligt till sitt barndoms hem och minns de osagda orden. Hon måste få veta sanningen.

## Medverkande
- Gunilla Röör
- Lennart Svensson
- Karin Bertling

## Om filmen
Filmen producerades av Anna Wallmark för Filmverkstan, Arbetarnas bildningsförbund och Stockholms Läns Landsting. Den fotades av Charlotta Tengroth och innehåller musik komponerad av Bebe Risenfors och Ylwa Nilsson. Den klipptes av Argento och premiärvisades på Göteborgs filmfestival den 28 januari 2000.